# Ljutaje
Ljutaje (cyr. Љутаје) – wieś w Serbii, w okręgu zlatiborskim, w gminie Sjenica. W 2011 roku liczyła 42 mieszkańców.